# The Exhibition by 31 Women
The Exhibition By 31 Women fue la primera muestra documentada en los Estados Unidos dedicada exclusivamente a mujeres artistas. En 1943, en su galería Art of this Century Peggy Guggenheim organizó esta exposición innovadora para su época en la que reunía a 31 creadoras, algunas ya consolidadas y otras todavía no conocidas. En la nota informativa que acompañaba la exposición, escribió que "Exhibition by 31 Women" debía demostrar que la capacidad creativa de las mujeres va mucho más allá de una vena decorativa, como a menudo se ha interpretado en la historia del arte femenino a lo largo del tiempo.
La exposición fue ideada por Peggy Guggenheim en colaboración con Marcel Duchamp. Las artistas participantes fueron seleccionadas por un jurado que incluía a André Breton, Max Ernst, Duchamp y Guggenheim. Estas artistas, muchas de ellas vinculadas al surrealismo o a la abstracción, ocuparon un lugar ambiguo dentro de ambos movimientos. Frecuentemente reformulándolos y cuestionándolos, esto les permitió mantener su independencia creativa.
La exposición, tanto por la importancia de las piezas como por su innovador montaje con paredes curvas que hacían que las obras parecieran flotar, generó un notable impacto mediático. Destacó el hecho de que el surrealismo había utilizado a las mujeres más como objetos de arte que como creadoras, aunque ellas habían sido parte esencial del esfuerzo del movimiento por expresar el funcionamiento auténtico del pensamiento. Además, contribuyeron a los primeros pasos de la abstracción, que en las décadas posteriores se consolidaría en Estados Unidos.
El objetivo de Peggy Guggenheim era, en definitiva, reivindicar la importancia de estas artistas —incluida su hija, cuya obra estaba influenciada por el surrealismo— como creadoras independientes, y no simplemente como musas o modelos. Además, buscaba destacar las estrategias que ese grupo había empleado para demostrar su talento y desafiar las convenciones de género de la época.
Solo se vendieron tres obras, y la única compradora fue la misma Peggy Guggenheim. Algunos medios se negaron a cubrir la exposición, despreciando completamente el trabajo de las artistas, mientras que otros elogiaron la "audaz" propuesta. A pesar de la controversia, la galería de Guggenheim comenzó a ganar terreno en la escena artística de Nueva York con sus siguientes exposiciones. Esta muestra le otorgó una fama polémica que captó la atención de todos. De las artistas que participaron en "The Exhibition by 31 Women", solo algunas lograron el éxito en sus carreras, mientras que otras cayeron en el olvido o tuvieron que ocultar su identidad femenina para poder vender. Un ejemplo es Irene Rice Pereira, quien firmaba como I. Rice Pereira para evitar que su género influyera en la percepción de su obra.
En 2024 la Fundación Mapfre realizó en Madrid una exposición con el nombre 31 mujeres. Una exposición de Peggy Guggenheim que incluyó a todas las artistas. Concebida como una reinterpretación se basó en los fondos de la coleccionista y empresaria americana Jenna Segal, que ha investigado la producción de las artistas.